# Donatyre
Donatyre (toponimo francese) è una frazione di 153 abitanti del comune svizzero di Avenches, nel Canton Vaud (distretto della Broye-Vully).

## Storia

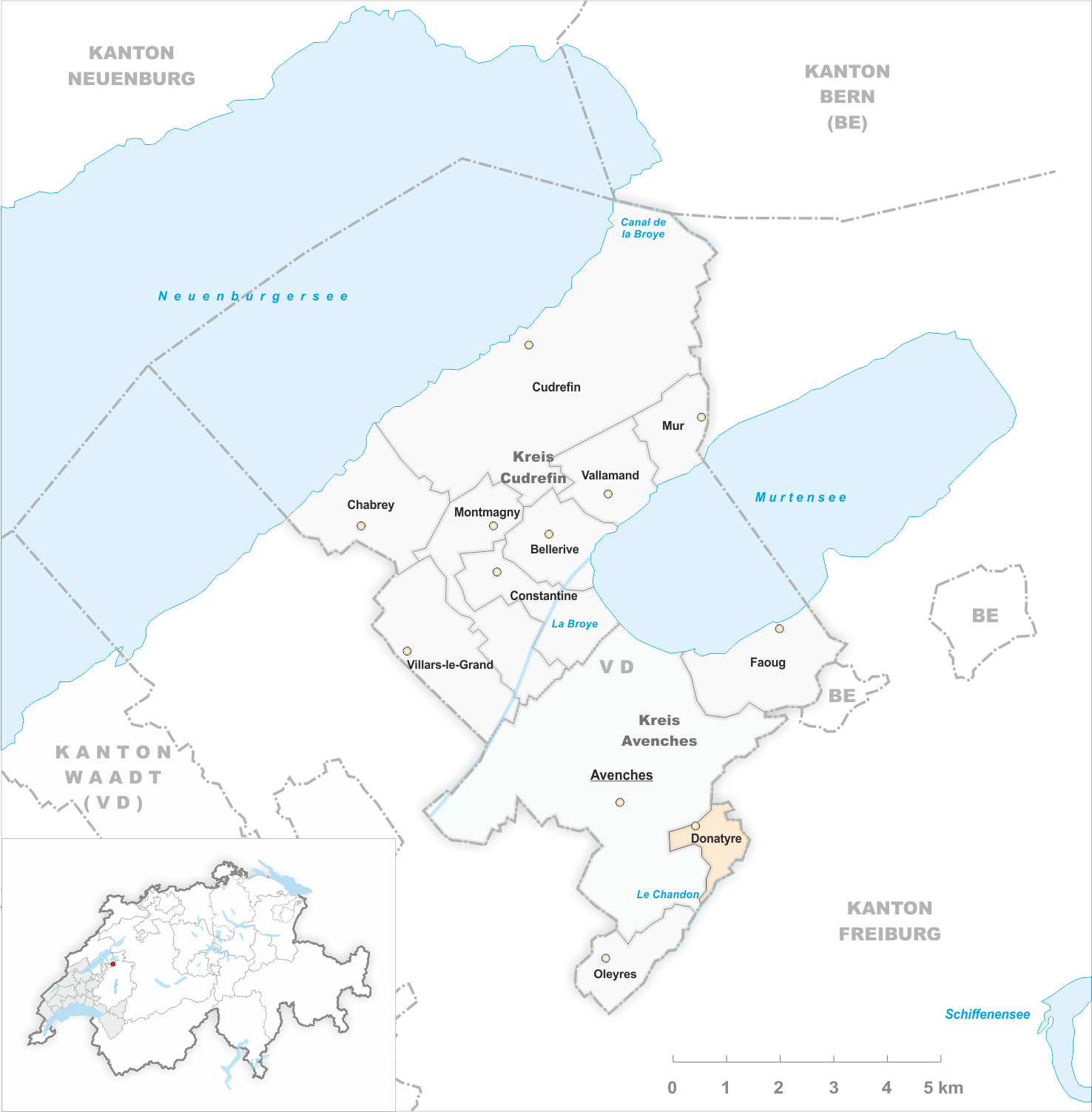
Il territorio del comune di Donatyre prima degli accorpamenti comunali del 2006

Già comune autonomo che apparteneva al distretto di Avenches e che si estendeva per 1,11 km², il 1º luglio 2006 è stato accorpato al comune di Avenches.

## Monumenti e luoghi d'interesse

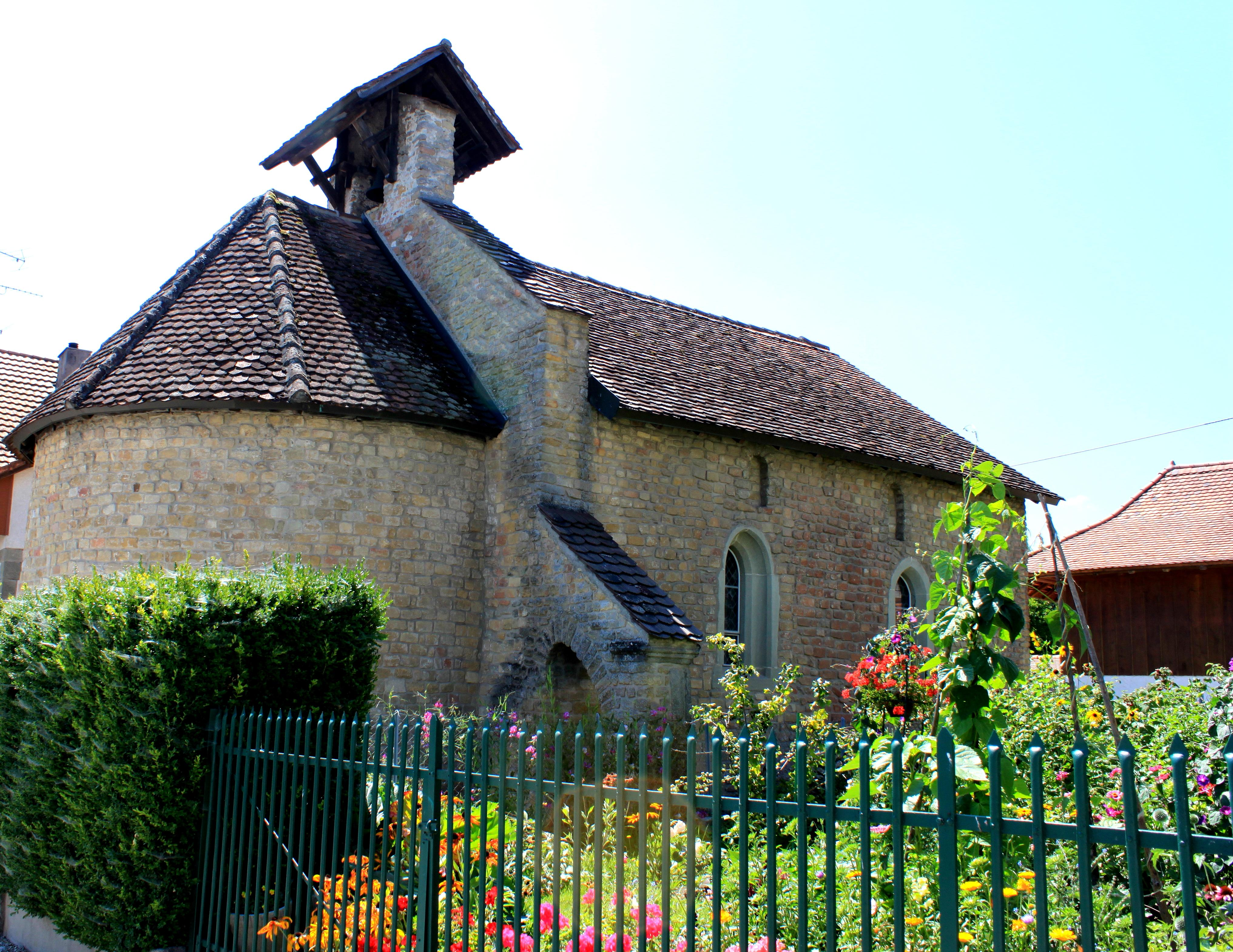
La chiesa di Santo Stefano

- Chiesa riformata di Santo Stefano, eretta nell'XI secolo e ricostruita nel XV secolo[1].

## Società

### Evoluzione demografica
L'evoluzione demografica è riportata nella seguente tabella:
Abitanti censiti

## Amministrazione
Ogni famiglia originaria del luogo fa parte del cosiddetto comune patriziale e ha la responsabilità della manutenzione di ogni bene ricadente all'interno dei confini della frazione.